# Pomeni imen asteroidov: 42001–43000
Pregled pomenov imen asteroidov (malih planetov) od številke 42001 do 43000, ki jim je Središče za male planete dodelilo številko in so pozneje dobili tudi uradno ime  v skladu z dogovorjenim načinom imenovanja. Pregled je preverjen z Schmadelovim “Slovarjem imen malih planetov” (“Dictionary of Minor Planet Names”). 
Pregled pojasnjuje izvor oziroma pomen imen asteroidov, ki ga je priznala Mednarodna astronomska zveza (IAU). Nekateri asteroidi imajo imajo dodatno pojasnilo o izvoru imena, ki pa vedno ni popolnoma zanesljivo (oznaka “†” ali “‡“). 
| Ime                   | Začasna oznaka | Izvor imena |
| 42001–42100           | 42001–42100    | 42001–42100 |
| --------------------- | -------------- | --- |
| 42073 Noreen          | 2001 AS1       | Noreen Pray, žena odkritelja † |
| 42101–42200           |                | |
| 42113 Jura            | 2001 AB49      | kanton Jura, zvezna dežela Švice † |
| 42191 Thurmann        | 2001 CJ37      | Jules Thurmann, švicarski geolog in prirodoslovec † |
| 42201–42300           |                | |
| 42301–42400           |                | |
| 42354 Kindleberger    | 2002 CK43      | Charles P. Kindleberger, ameriški economist † |
| 42355 Typhon          | 2002 CR46      | Tifon, mitološki sovražnik olimpijskih bogov, voditelj Titanov † |
| 42365 Caligiuri       | 2002 CM115     | Michael P. Caligiuri, ameriški nevrolog in ljubiteljski astrofotograf † |
| 42377 KLENOT          | 2002 EU2       | kratica KLENOT, ki pomeni projekt "Skupina in teleskop observatorija Kleť za opazovanje blizuzemeljskih teles in drugih nenavadnih pojavov" (KLEť observatory Near Earth and Other unusual objects observations Team and telescope) † |
| 42401–42500           |                | |
| 42403 Andraimon       | 6844 P-L       | Andraimon, oče grškega junaka Toasa iz trojanske vojne † |
| 42479 Tolik           | 1981 SE7       | Anatolij (Tolik) Leonidovich Zhuravlev, ukrajinski računalniški strokovnjak in inženir, soprog odkriteljice † |
| 42482 Fischer-Dieskau | 1988 RT3       | Dietrich Fischer-Dieskau (rojen 1925), nemški baritone, pevec oratorijev in dirigent orkestra † |
| 42487 Ångström        | 1991 RY2       | Anders Jonas Ångström (1814 – 1874), švedski fizik, začetnik astrofotografije † |
| 42501–42600           |                | |
| 42516 Oistrach        | 1993 VH5       | David Fjodorovič Ojstrah (rusko Давид Фёдорович Ойстрах) in njegov sin Igor (Игорь), judovsko-rusko-ukrajinski violinska virtuoza †                                                                                                   |
| 42523 Ragazzileonardo | 1994 ES        | I Ragazzi della Leonardo ("Leonardovi otroci"), italijanska kulturna zveza † |
| 42531 McKenna         | 1995 LJ        | Martin McKenna, irski astronom † |
| 42601–42700           |                | |
| 42701–42800           |                | |
| 42747 Fuser           | 1998 SU10      | Ireneo Fuser, italijanski pisec in profesor orgel, klavirja in kompozicije † |
| 42748 Andrisani       | 1998 SV10      | Donato Andrisani, italijanski zobozdravstevni kirurg, ljubiteljski astronom in prijatelj odkritelja † |
| 42775 Bianchini       | 1998 UO23      | Francesco Bianchini (1662 – 1729), italijanski katoliški duhovnik in reformator koledarja † |
| 42776 Casablanca      | 1998 UV26      | mesto Casablanca, Maroko in film Casablanca (1942), eden izmed najbolj znanih filmov vseh časov † |
| 42801–42900           |                | |
| 42849 Podjavorinská   | 1999 RK44      | Ľudmila Podjavorinská (Riznerová), slovaška pesnica in pisateljica, prejemnica nacionalne nagrade za prispevek k slovaški literaturi †                                                                                                |
| 42901–43000           |                | |
| 42924 Betlem          | 1999 TJ2       | Hans Betlem, nizozemski ljubiteljski astronom, ki se je zanimal za meteorje in ustanovitelj Nizozemske meteorske družbe (Dutch Meteor Society) †                                                                                      |
| 42929 Francini        | 1999 TW9       | Claudio Francini, italijanski ljubiteljski astronom, sodelavec na Astronomskem observatoriju Montagna Pistoiese (Osservatorio Astronomico della Montagna Pistoiese), kjer je bil asteroid odkrit †                                    |
| 42981 Jenniskens      | 1999 TY224     | Peter Jenniskens (rojen 1962), ameriški astronom, ki se ukvarja z meteorji † |

| Predhodnik: 41001–43000 | Pomeni imen asteroidov Seznam asteroidov (42001-42250) Seznam asteroidov (42251-42500) Seznam asteroidov (42501-42750) Seznam asteroidov (42751-43000) | Naslednik: 43001–44000 |